# Neopentil-alkohol
A neopentil-alkohol szerves vegyület, a neopentánból (C(CH3)4) levezethető primer alkohol, képlete C5H12O vagy (H3C)3CCH2OH.
A nyolc pentanol szerkezeti izomer egyike, és közülük az egyetlen, amely szobahőmérsékleten szilárd halmazállapotú.

## Előállítása
Előállítható a pivalinsav redukciójával, diizobutilénből kiindulva peroxid köztiterméken keresztül, vagy izobutilén hidroformilezésével, majd a kapott termék hidrogénezésével.

## Tulajdonságai
Színtelen, borsmenta illatú kristályokat alkot.

## Felhasználása
Oldószerként használják, ezen kívül átmenetifém-komplexek és polimerizációs katalizátorok liganduma, valamint a szerves kémiai szintézisekben a neopentilcsoport bevitelére szolgáló reagens.

## Fordítás
- Ez a szócikk részben vagy egészben  a   Neopentyl alcohol című angol Wikipédia-szócikk ezen változatának fordításán alapul.  Az eredeti cikk szerkesztőit annak laptörténete sorolja fel. Ez a jelzés csupán a megfogalmazás eredetét és a szerzői jogokat jelzi, nem szolgál a cikkben szereplő információk forrásmegjelöléseként.
- Ez a szócikk részben vagy egészben  a(z)   2,2-Dimethyl-1-propanol című német Wikipédia-szócikk ezen változatának fordításán alapul.  Az eredeti cikk szerkesztőit annak laptörténete sorolja fel. Ez a jelzés csupán a megfogalmazás eredetét és a szerzői jogokat jelzi, nem szolgál a cikkben szereplő információk forrásmegjelöléseként.